# Lorelei King
Pour les articles homonymes, voir King.
Lorelei King est une actrice et scénariste américaine née le 29 octobre 1953 à Pittsburgh en Pennsylvanie.

## Filmographie

### Actrice

#### Cinéma
- 1982 : Cobra : Catherine, Dominique et Jane
- 1988 : Appurushīdo : Athena
- 1992 : Une lueur dans la nuit : la nouvelle secrétaire de Leland
- 1994 : Intimate with a Stranger : Ellen
- 1994 : Baunti doggu : Legion et la touriste
- 1997 : Le Saint : la journaliste TV
- 1998 : Martha, Frank, Daniel et Lawrence : l'hôtesse de l'air
- 1999 : Coup de foudre à Notting Hill : la publicitaire d'Anna
- 2000 : 24 Hours in London : Lloyd
- 2000 : Chez les heureux du monde : Mme Hatch
- 2001 : Bob the Builder: A Christmas to Remember : Wendy, le maire, Roley et autres personnages
- 2002 : Awesome Adventures Vol. 4: Preschool Party Surprise : Wendy, Dizzy et Roley
- 2002 : Bob the Builder: Bob's White Christmas : Wendy, Dizzy et Roley
- 2004 : Bob the Builder: Snowed Under : Wendy
- 2004 : Bob the Builder: When Bob Became a Builder : Wendy et Mme Potts
- 2004 : Bob the Builder: The Live Show : Wendy
- 2004 : Suzie Gold (en) : la professeur de méditation
- 2004 : Le Monde fabuleux de Gaya : une gayane et Susi
- 2004 : Bob the Builder: The Great Race/Scoop the Disco Digger : plusieurs personnages
- 2004 : Bob the Builder: Yes We Can! : Wendy, Dizzy et Roley
- 2004 : Bob the Builder: Machine Team Fun : Wendy, Dizzy et Roley
- 2006 : Manga Latina: Killer on the Loose : Felipa
- 2006 : Bob the Builder: Built to Be Wild : Wendy
- 2007 : Bob the Builder: Bob on Site : Wendy et Dizzy
- 2008 : Bob the Builder on Site: Roads and Bridges : Roley
- 2009 : Bob the Builder: The Legend of the Golden Hammer : Wendy, Dizzy et Roley
- 2010 : Bob the Builder: The Best of Bob the Builder : Wendy, Dizzy et Roley
- 2011 : Bob the Builder: Big Dino Dig : Dizzy, Roley et Wendy
- 2011 : Bob the Builder on Site: Trains and Treehouses : Wendy, Roley et Dizzy
- 2012 : Bob the Builder: Adventures by the Sea : Wendy, Dizzy et Roley
- 2012 : Awesome Adventures: Thrills and Chills Vol. 3 : Wendy, Dizzy et Mme Percival
- 2013 : Bob the Builder: Animal Adventures : Wendy, Roley et Dizzy
- 2017 : Alien: Covenant : Mother

#### Télévision
- 1986 : Murrow : la serveuse
- 1993 : Avenger Penguins : Sweetheart Fairy Angel, Europhia et Miss Carbaretta Gasoline (9 épisodes)
- 1993 : Birds of a Feather (en) : la prisonnière (1 épisode)
- 1994 : Paris : Dr Cockburn (1 épisode)
- 1995-1996 : Fantomcat : Tabs Wildcat, Marmagora, Evillia Spiritus et autres personnages (26 épisodes)
- 1996 : Chef! : Savanna (6 épisodes)
- 1998-2001 : Cold Feet : Amours et petits bonheurs : Natalie (6 épisodes)
- 1998-2004 : Jonathan Creek : Geraldine Vaccara et Justine Bailey (2 épisodes)
- 1998-2016 : Bob le bricoleur : Wendy, Dizzy, Roley et autres personnages (188 épisodes)
- 2001 : Monarch of the Glen (en) : Bonnie MacDonald (1 épisode)
- 2002 : Ted and Alice : Ellen (3 épisodes)
- 2002-2003 : Mr. Bean, la série animée : voix additionnelles (6 épisodes)
- 2003 : Trust : Samantha Candela (1 épisode)
- 2003-2008 : Bob the Builder: Bob's Mini Projects : Wendy et Dizzy (9 épisodes)
- 2004-2005 : Septième Ciel : Stella (11 épisodes)
- 2005 : Broken News : Loren Peterson (4 épisodes)
- 2006-2007 : Emmerdale Farm : Vonda Lockhart-Hope (5 épisodes)
- 2008-2014 : Chuggington : l'assistante réalisateur, Karen et la réalisatrice (5 épisodes)
- 2012 : Doctor Who : la narratrice (1 épisode)
- 2017 : Thunderbirds : Gertin Bunson (1 épisode)
- 2018 : Wissper : Stripes, Walma, Betty et autres personnages (9 épisodes)
- 2021 : Elliott from Earth (5 épisodes)

#### Jeu vidéo
- 1995 : Normality : une femme
- 1995 : Jumping Flash! : MuuMuu
- 1996 : Jumping Flash! 2 : MuuMuu
- 1999 : Heart of Darkness : Mother
- 1999 : M.U.G.E.N
- 1999 : Robbit mon Dieu : MuuMuu
- 2001 : Headhunter : Kate Glosse
- 2002 : Big Mutha Truckers
- 2005 : TimeSplitters: Future Perfect : voix additionnelles
- 2005 : Metroid Prime Pinball
- 2005 : The Movies : la présentatrice de Tech News
- 2006 : Driver: Parallel Lines : voix additionnelles
- 2008 : Age of Conan: Hyborian Adventures
- 2008 : Zen Pinball : Mother
- 2014 : Little Big Planet 3 : Elena et Felicia
- 2016 : Steep : Aigulle Verte
- 2017 : Mass Effect: Andromeda : voix additionnelles
- 2018 : Subnautica : Marguerite Maida et un membre de l'équipage du Lifepod 6
- 2019 : Subnautica: Below Zero : Marguerite Maida

### Scénariste
- 1995-1996 : Fantomcat : 2 épisodes
- 2002 : Big Mutha Truckers
- 2004-2006 : Bob the Builder: Bob's Mini Projects : 7 épisodes
- 2005 : Bob le bricoleur : 1 épisode
- 2006 : Cartoon Network Racing
- 2008 : Bob the Builder: Race to the Finish Movie
- 2008-2015 : Chuggington : 17 épisodes
- 2010 : Chuggington: Badge Quest : 5 épisodes